# Tachypnée transitoire du nouveau-né
 Mise en garde médicale
La tachypnée transitoire du nouveau-né, ou détresse respiratoire transitoire du nouveau-né, est une maladie respiratoire atteignant les enfants venant de naître, en particulier les prématurés et les enfants nés par césarienne. Elle entraîne une détresse respiratoire.

## Physiopathologie
Le retard de réabsorption du liquide pulmonaire fœtal est responsable de la symptomatologie,. La guérison se fait vers la récupération spontanée en environ 48 heures.

## Symptomatologie
Les signes cliniques sont dominés par l'accélération de la fréquence respiratoire (tachypnée) associée à des signes de détresse respiratoire.
La Société Suisse de Néonatologie retient comme définition l'association de 2 critères diagnostics parmi 5 pendant plus de 15 à 30 minutes :
- fréquence respiratoire > 60 par minute ;
- tirage respiratoire ;
- gémissements expiratoires ;
- battement des ailes du nez ;
- cyanose en air ambiant.

## Traitement
Le traitement est basé sur l'oxygénothérapie. Celle-ci est généralement réalisée de manière non invasive, mais une intubation trachéale peut parfois être nécessaire. Pour cette raison, la prise en charge nécessite une hospitalisation en unité de réanimation.
Il n'y a pas d'indication à utiliser les diurétiques comme le furosémide. Il n'y a pas de preuves en faveur de l'utilisation du salbutamol comme traitement bronchodilatateur.

## Pronostic
La récupération est généralement complète. Les enfants ayant présenté une tachypnée transitoire du nouveau-né sont cependant à risque de développer des syndromes de respiration sifflante à la fin de l'enfance.